# NGC 6479
NGC 6479 је спирална галаксија у сазвежђу Змај која се налази на NGC листи објеката дубоког неба.
Деклинација објекта је + 54° 8' 59" а ректасцензија 17h 48m 21,7s. Привидна величина (магнитуда) објекта NGC 6479 износи 13,7 а фотографска магнитуда 14,4. NGC 6479 је још познат и под ознакама UGC 10996, CGCG 278-32, IRAS 17473+5409, PGC 60890.